# Чемпионат мира по бобслею 1938
7-й чемпионат мира по бобслею и скелетону прошёл 1 февраля 1938 года в городах Санкт-Морице (соревнования проходили в мужских двойках) и в Гармиш-Партенкирхене (соревнования проходили в мужских четвёрках).

## Соревнование двоек
| Золото                    | Серебро                       | Бронза                       |
| Бибо Фишер, Рольф Тиелеке | Фредерик МакЭвой, Байран Блэк | Фриц Файерабенд, Йозеф Берли |

## Соревнование четвёрок
| Золото                                                    | Серебро                                                        | Бронза                                            |
| Фредерик МакЭвой, Крис Макинтош, Чарльз Грин, Дэвид Лукер | Ханнс Килиан, Вернер Вайндхаус, Бобби Браумиллер, Франц Кемсер | Герхард Фишер, Lohfeld, H. Fischer, Рольф Тиелеке |

## Медальный зачёт
| Место | Страна         | Золото | Серебро | Бронза | Всего |
| ----- | -------------- | ------ | ------- | ------ | ----- |
| 1     | Германия       | 1      | 1       | 1      | 3     |
| 2     | Великобритания | 1      | 1       | 0      | 2     |
| 3     | Швейцария      | 0      | 0       | 1      | 1     |